# Ratko Štritof
Ratko Štritof, né le 14 janvier 1972 à Rijeka, est un joueur de water-polo croate. 

## Carrière
Avec l'équipe de Croatie de water-polo masculin, Ratko Štritof est médaillé d'argent aux Jeux olympiques d'été de 1996 à Atlanta.